# 조진우
조진우(趙進優, 1999년 11월 17일 ~ )는 대한민국의 축구 선수로, 포지션은 센터백, 오른쪽 풀백이며 현재 대구 FC 소속이다.

## 선수 경력
2018년, J2리그의 마츠모토 야마가에 입단했다.
2020 시즌을 앞두고 K리그1의 대구 FC에 입단했다.